# Sukaraja (Darul Makmur)
Sukaraja is een bestuurslaag in het regentschap Nagan Raya van de provincie Atjeh, Indonesië. Sukaraja telt 1006 inwoners (volkstelling 2010).